# Guglielmo de Marcillat

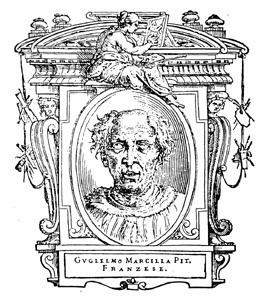
Guglielmo Marcilla bei Vasari (1568)

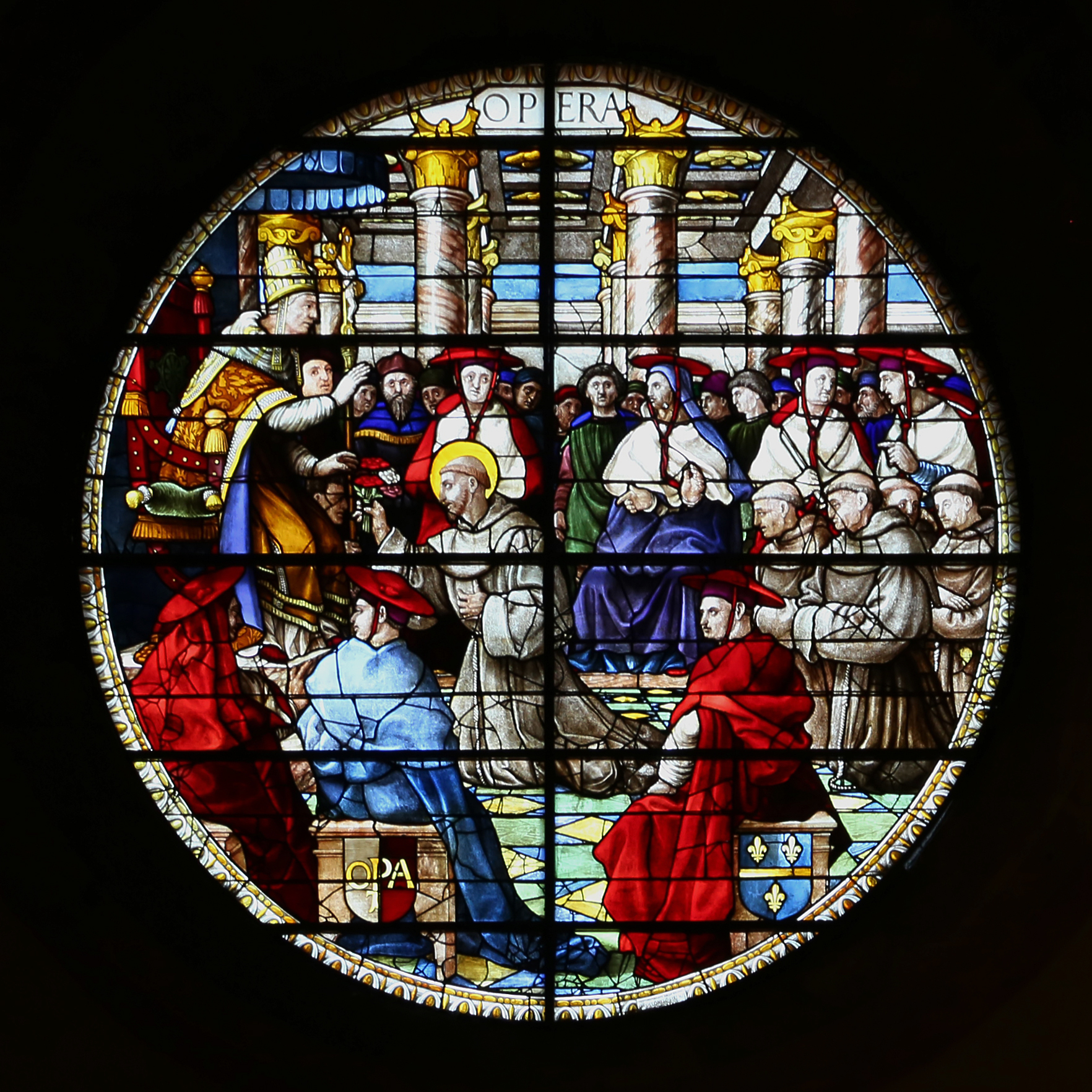
Rundfenster in San Francesco von Guglielmo de Marcillat: „Papst Honorius III. billigt die Ordensregel des heiligen Franziskus“

Guglielmo de Marcillat (* 1467/1470 in La Châtre im heutigen Département Indre (Frankreich); † 1529 in Arezzo), auch Guillaume de Pierre de Marcillat, war ein italienischer Glasmaler französischer Herkunft und erster Lehrer von Giorgio Vasari, der ihm in seinen Lebensbeschreibungen ein ausführliches Denkmal setzte.
Zahlreiche Glasfenster sind von ihm in Cortona, Arezzo und in Florenz erhalten. Er versuchte sich aber auch in der Wandmalerei und freskierte vier Deckengewölbe im Dom von Arezzo. In der Gemäldegalerie von Berlin findet sich  das Ölgemälde „Der Disput von Kirchenlehrern über die unbefleckte Empfängnis“, das als ein von zwei erhaltenen Ölgemälden gilt, das zweite befindet sich in Chiusi della Verna.